# Quintus Iulius Balbus (Konsul 85)
Quintus Iulius Balbus war ein im 1. Jahrhundert n. Chr. lebender römischer Politiker.
Durch ein Militärdiplom, das auf den 5. September 85 datiert ist, ist belegt, dass Balbus 85 zusammen mit Decimus Aburius Bassus Suffektkonsul war. Sein Name ist auch in den Fasti Ostienses partiell erhalten. Er war um 100/101 Statthalter (Proconsul) in der Provinz Asia.